# Муренові
Муренові (Muraenidae) — космополітична родина вугрів, відома також під загальною назвою мурени. Налічує близько 200 видів у 15 родах. Майже виключно морські види, але деякі зустрічаються у солонуватих водах і навіть у прісних (таким є мурена прісноводна, Gymnothorax polyuranodon).

## Анатомія

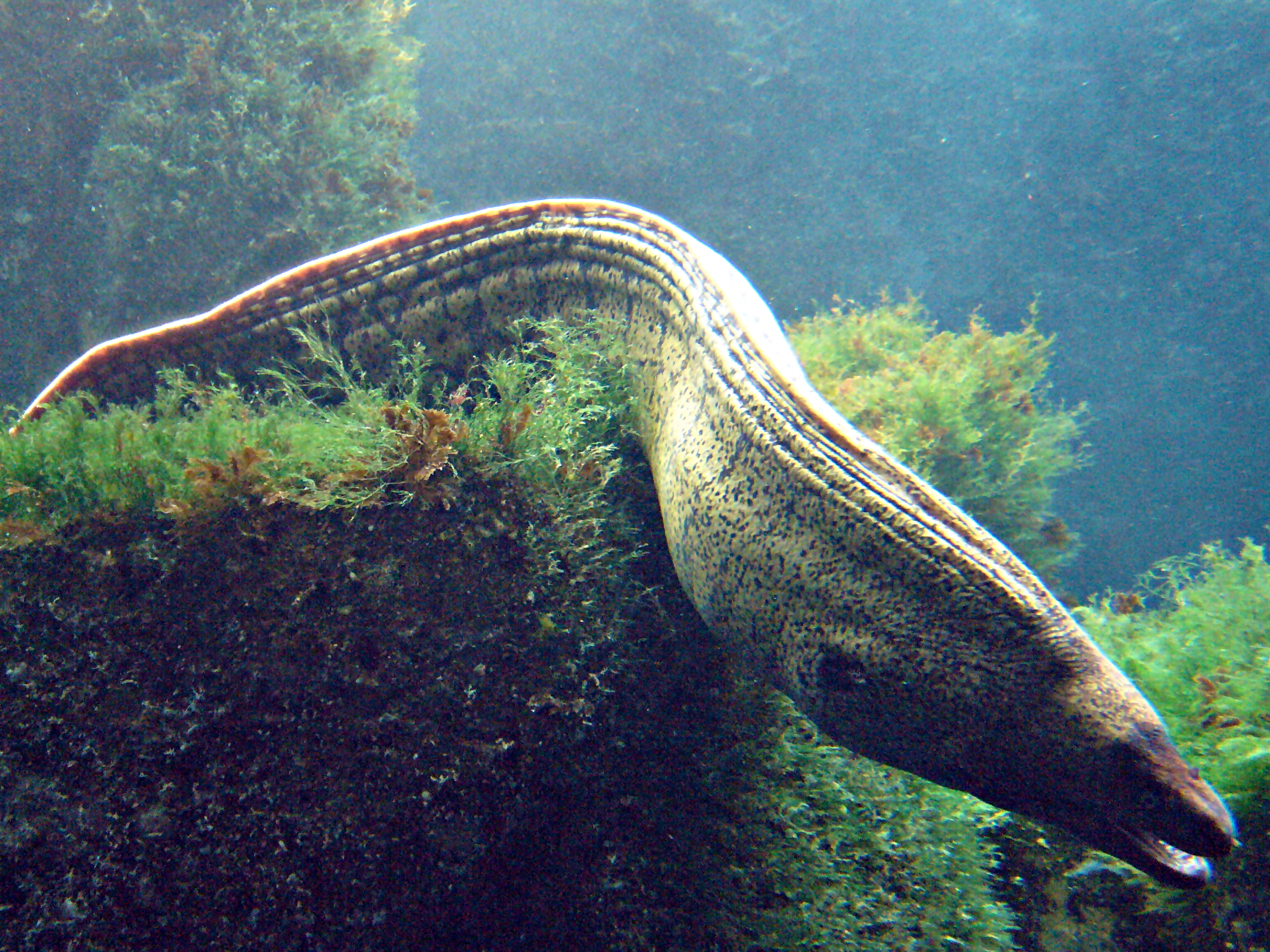
Muraena helena має типову для мурен будову: міцне вугроподібне тіло, відсутність грудних плавців і циклічні зяброві отвори

Спинний плавець починається відразу за головою, тягнеться вздовж всієї спини переходячи у хвостовий плавець, а потім у анальний плавець. Більшість видів не мають грудних і черевних плавців. Очі дрібні; відчуття нюху дуже розвинено, що допомагає полювати.
Тіло, як правило, вкрито візерунками. У деяких видів в порожнині рота також візерунки. Їх щелепи широкі, охоплюють все виступаюче рило. Переважна кількість видів — хижаки. Більшість видів мають крупні зуби, які призначені для відірвати плоті або захоплення слизької здобичі. Лише невелика частина видів, таких як мурена білосніжна (Echidna nebulosa) і мурена-зебра (Gymnomuraena zebra), живляться переважно ракоподібними та іншими безхребетними у панцирі, для знищення якого ці мурени мають затуплені зуби.

Анатомія щелеп мурен

Голова мурени занадто мала, щоб створювати негативний тиск для засмоктування їжі, як ще роблять інші риби. Замість того в них є друга пара щелеп — глоткові щелепи, також вкриті зубами. При живленні глоткові щелепи запускаються до ротової порожнини, де вони захоплюють жертву та затягують до глотки, а потім до кишечнику. Це єдині риби, які використовують глоткові щелепи для активного захоплення їжі.
Крупні мурени здатні серйозно поранити людину.
Шкіра мурен, яка позбавлена луски, вкрита токсичним захисним слизом. Мурени мають товсту шкіру з високою щільністю келихоподібних клітин в епідермісі, що дає можливість продукувати більше слизу, ніж інші представники ряду вугропобідних. Це дозволяє склеювати та утримувати піщинки на стінках їх нір, утворюючи таким чином постійну стінку із слизу. Їх циклічні зяброві отвори розташовані далеко від ротового отвору.
Живляться мурени переважно рибою, головоногими, іншими молюсками, ракоподібними. Серед ворогів мурен — групери, баракуди та морські змії. Серед мурен існують промислові види, але деякі здатні викликати отруєння.
Деякі види роздільностатеві. Інші гермафродити — починають життя як чоловічі особи і з віком стають жіночими, або одночасно чоловічі та жіночі.

## Таксономія

### Роди

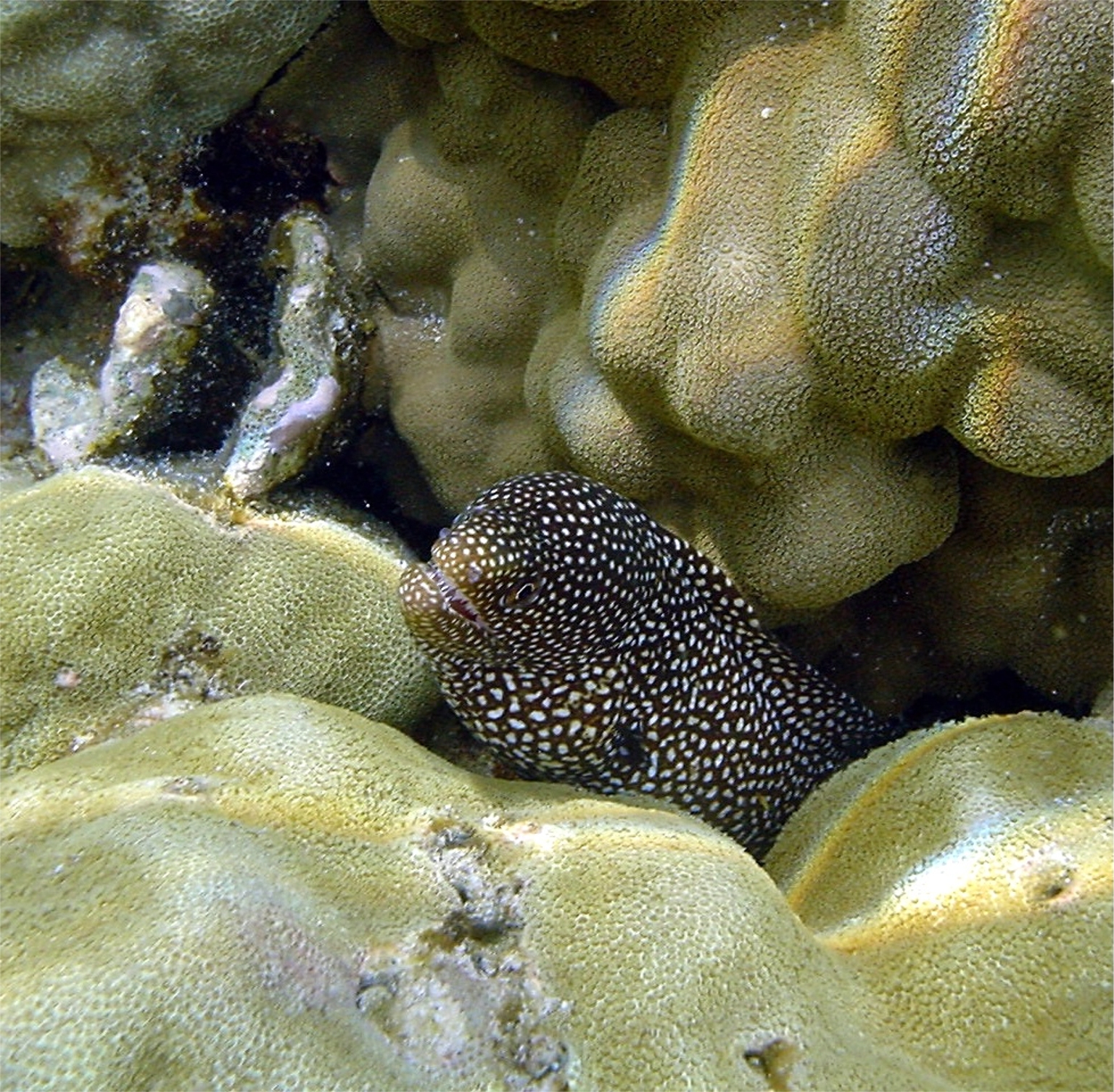
Мурена білорота (Gymnothorax meleagris)

- Підродина Muraeninae
  - Cirrimaxilla
  - Diaphenchelys
  - Echidna
  - Enchelycore
  - Enchelynassa
  - Gymnomuraena
  - Gymnothorax
  - Monopenchelys
  - Muraena
  - Pseudechidna
  - Rhinomuraena
  - Scuticaria
  - Strophidon
- Підродина Uropteryginae
  - Anarchias
  - Channomuraena
  - Uropterygius